# Voi giày

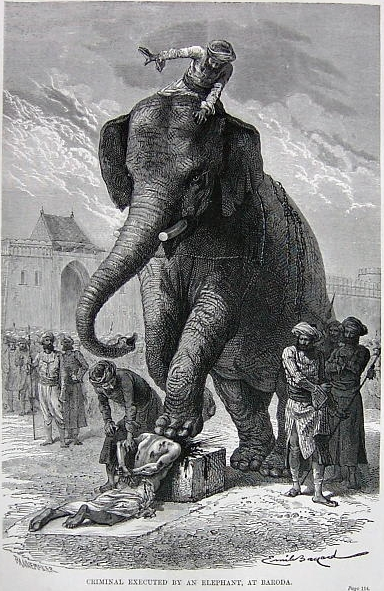
Louis Rousselet mô tả hình phạt voi giày trong tác phẩm "Le Tour du Monde" năm 1868

Voi giày là một hình phạt có từ hàng ngàn năm ở các quốc gia Nam Á và Đông Nam Á, đặc biệt tại Ấn Độ.

Phạm vi địa lý của các vụ hành quyết bằng voi trong lịch sử

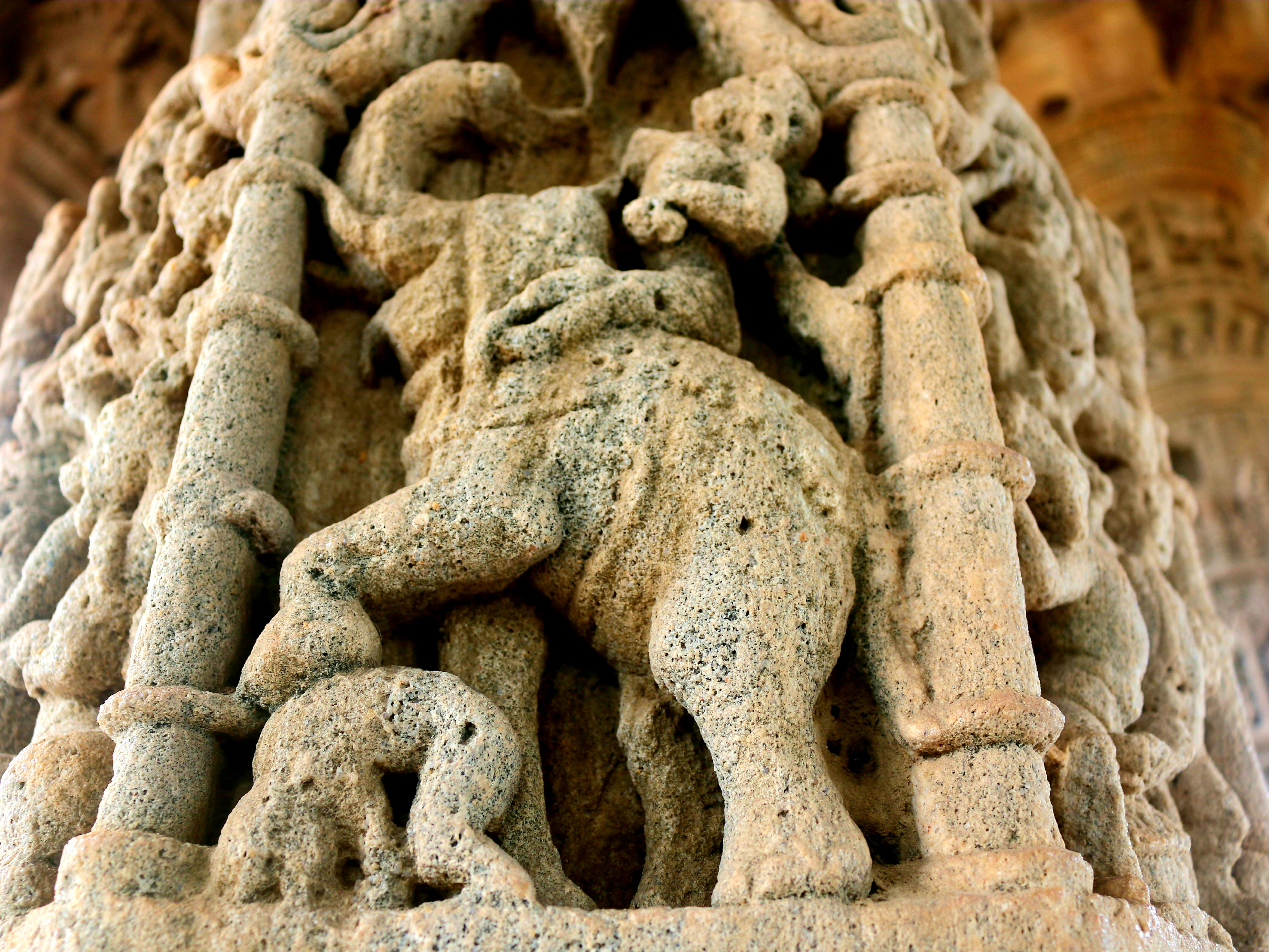
Hành quyết bằng voi được chạm khắc trên cột của Đền Mặt trời Modhera ở Gujarat, Ấn Độ, thế kỷ 11-12

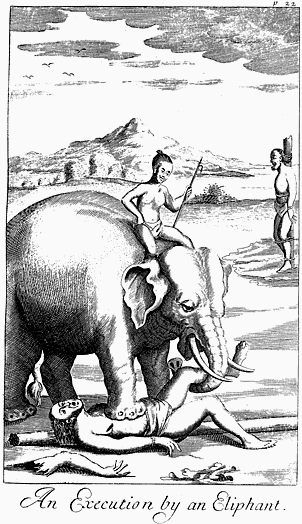
Một tù nhân kết án bị voi giày ở Ceylon. Minh họa trong cuốn An Historical Relation of the Island Ceylon của Robert Knox (1681)

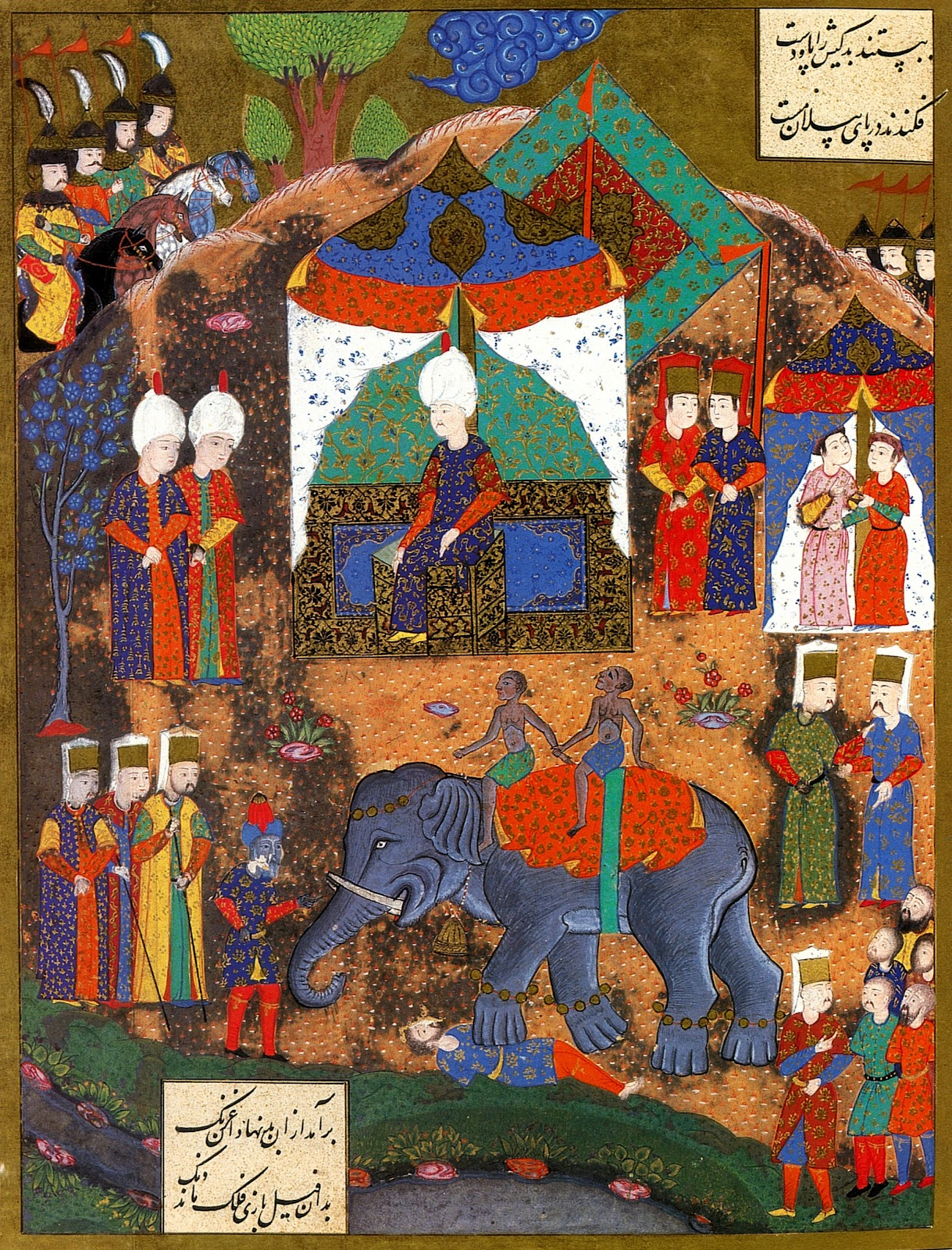
Tranh vẽ của Ottoman mô tả việc hành quyết tù nhân chiến tranh ở Nándorfehérvár

## Lịch sử
Voi được sử dụng là voi châu Á được huấn luyện thuần thục. Hình phạt này áp dụng cho các tử tội, thường là phạm tội nặng với triều đình hoặc được sử dụng như một cách thức trả thù của vua đối với những người ủng hộ phe chống lại vua như vụ nữ tướng Bùi Thị Xuân của Quang Trung bị vua Gia Long áp dụng hình phạt này. Nạn nhân bị hành quyết thường bị voi dùng chân dẫm lên cơ thể, dùng vòi cuốn đưa lên cao và quật xuống đất. Người quản tượng có thể điều khiển voi làm cho nạn nhân chết nhanh hoặc chết từ từ để hành hạ.
Không chỉ có các nước châu Á áp dụng hình phạt này, La Mã và Carthage cũng áp dụng nó, nhưng là áp dụng cho việc xử tử đồng loạt một số đông tù nhân.

## Sách tham khảo
- Allsen, Thomas T. "The Royal Hunt in Eurasian History". University of Pennsylvania Press, May 2006. ISBN 0-8122-3926-1
- Chevers, Norman. "A Manual of Medical Jurisprudence for Bengal and the Northwestern Provinces". Carbery, 1856.
- Collins, John Joseph. "Between Athens and Jerusalem: Jewish Identity in the Hellenistic Diaspora". Wm. B. Eerdmans Publishing Company, October 1999. ISBN 0-8028-4372-7
- Eraly, Abraham. "Mughal Throne: The Saga of India's Great Emperors", Phoenix House, 2005. ISBN 0-7538-1758-6
- Hamilton, Alexander. "A New Account of the East Indies: Being the Observations and Remarks of Capt. Alexander Hamilton, from the Year 1688 to 1723". C. Hitch and A. Millar, 1744.
- Kerr, Robert. "A General History and Collection of Voyages and Travels". W. Blackwood, 1811.
- Olivelle, Patrick (trans). "The Law Code of Manu". Oxford University Press, 2004. ISBN 0-19-280271-2
- Schimmel, Annemarie. "The Empire of the Great Mughals: History, Art and Culture". Reaktion Books, February 2004. ISBN 1-86189-185-7
- Tennent, Emerson James. "Ceylon: An Account of the Island Physical, Historical and Topographical". Longman, Green, Longman, and Roberts, 1860.